# Verdragen van de Europese Unie
De verdragen van de Europese Unie zijn feitelijk de grondwettelijke wetgeving van de Unie, waarin alle instituties, beleidsterreinen en wetgevingsprocedures beschreven staan. Ze vormen het primaire recht van de Europese Unie en staan boven het secundair recht (richtlijnen en verordeningen).

## Verdragswijzigingen
De Verdragen kunnen worden gewijzigd volgens een gewone herzieningsprocedure. (Zij kunnen ook worden gewijzigd volgens vereenvoudigde herzieningsprocedures.)
De gewone herzieningsprocedure verloopt als volgt.
2 De regering van iedere lidstaat, het Europees Parlement en de Europese Commissie kunnen de Raad van de Europese Unie ontwerpen tot herziening van de Verdragen voorleggen.
De Raad stuurt deze vervolgens door naar de Europese Raad en naar de nationale parlementen.
3 Indien de Europese Raad met gewone meerderheid van stemmen besluit de voorgestelde wijzigingen te bespreken, wordt een Conventie bijeengeroepen.
Deze bestaat uit vertegenwoordigers van de nationale parlementen, van de staatshoofden en regeringsleiders van de lidstaten, van het Europees Parlement en van de Commissie.
Ook de Europese Centrale Bank wordt geraadpleegd in geval van institutionele wijzigingen op monetair gebied.
De Conventie beziet de ontwerpen tot herziening en neemt bij consensus een aanbeveling aan ten behoeve van een Conferentie van vertegenwoordigers van de regeringen der lidstaten.
4 Deze stelt in onderlinge overeenstemming de verdragswijzigingen vast.
De wijzigingen treden in werking nadat zij door alle lidstaten overeenkomstig hun onderscheiden grondwettelijke bepalingen zijn bekrachtigd.

## Lopende verdragen
De volgende verdragen zijn rechtsgeldig.

### Oprichtende verdragen
De Europese Unie is gebaseerd op de volgende verdragen:
- Het Verdrag tot oprichting van de Europese Gemeenschap voor Kolen en Staal (EGKS), Parijs 1951
- Het Verdrag tot oprichting van de Europese Gemeenschap voor Atoomenergie (Euratom)
- Het Verdrag tot oprichting van de Europese Economische Gemeenschap is getekend — samen met het Euratomverdrag —  in Rome op 25 maart 1957 en trad in werking op 1 januari 1958. Deze twee verdragen worden samen de Verdragen van Rome genoemd. Wanneer men spreekt van het Verdrag van Rome wordt alleen het EEG-oprichtingsverdrag bedoeld, dat sinds het Verdrag van Maastricht wordt aangeduid met de naam EG-oprichtingsverdrag. Met de in werking treding van het Verdrag van Lissabon heeft dit EG-Verdrag de naam Verdrag betreffende de werking van de Europese Unie gekregen, kortweg Werkingsverdrag.
- Het Verdrag betreffende de Europese Unie (Verdrag van Maastricht), kortweg EU-verdrag, is getekend in Maastricht op 7 februari 1992 en trad in werking op 1 november 1993. Het verdrag amendeerde de vorige verdragen en hernoemde de Europese Economische Gemeenschap naar Europese Gemeenschap. Het bracht de organisaties EGKS, EG en Euratom onder in de eerste pijler van de Europese Unie. Daarnaast schiep het twee andere pijlers, te weten de pijler voor Gemeenschappelijk Buitenlands en Veiligheidsbeleid en de pijler voor Justitie en Binnenlandse Zaken. De drie pijlers samen vormden de Europese Unie. Deze Unie ging zich ook met politieke zaken bezighouden.

### Amenderende verdragen
De Europese Unie is door amenderende verdragen in het verleden aangepast om op die manier nieuwe beleidsterreinen te creëren, en veranderingen te brengen in de instellingen en wetgevingsprocedures:
- Het Fusieverdrag, getekend in Brussel op 8 april 1965, trad in werking op 1 juli 1967. Het verdrag bepaalde dat er voortaan één Commissie, één Raad van Ministers, één budget, en één Hof van Justitie was voor de drie, tot dan toe gescheiden organisaties EGKS, EEG en Euratom. Vanaf dat moment spreekt men van de Europese Gemeenschappen.
- De Europese Akte, getekend in Luxemburg en Den Haag op 17 februari 1986, trad in werking op 1 juli 1987, bracht wijzigingen in de verdragen aan om de laatste obstakels op te ruimen die een Europese Interne Markt nog in de weg stonden.
- Het Verdrag van Amsterdam, getekend op 2 oktober 1997, trad in werking op 1 mei 1999. Het gaf onder andere:
  - Simpeler besluitvorming binnen de Unie door meer gebruik te maken van het stemmen met gekwalificeerde meerderheid;
  - Het werkte het Gemeenschappelijk Buitenlands en Veiligheidsbeleid verder uit, onder andere door de Unie een Hoge Autoriteit voor het Gemeenschappelijk Buitenlands en Veiligheidbeleid (tweede pijler) te geven, die tevens de functie van Secretaris-Generaal van de Europese Raad kreeg;
  - Het bracht sommige bevoegdheden van de derde pijler naar de eerste (waardoor er op het gebied van onder andere immigratie- en asielbeleid meer supranationaal beslist kon worden);
  - Het amendeerde en hernummerde het EG-verdrag en het EU-verdrag. De artikelen van het Verdrag betreffende de Europese Unie, die de letters A tot en met S hadden gekregen, kregen een numerieke volgorde. Bij dit verdrag waren geconsolideerde versies van het EG-verdrag en het EU-verdrag - de complete verdragen bijgewerkt met de wijzigingen daarop door de nakomende verdragen - bijgevoegd;
  - Het Verdrag van Schengen werd in de Europese Unie geïntegreerd.
- Het Verdrag van Nice, getekend op 26 februari 2001, trad in werking op 1 februari 2003. Het maakte de Europese Unie klaar voor uitbreiding, onder andere door een maximaal aantal zetels toe te wijzen aan het Europees Parlement (732) en de Europese Commissie (25). De laatste bepaling hield in dat landen die oorspronkelijk twee commissarissen mochten leveren in de toekomst slechts een zouden hebben. Ook werd het stemmen met Gekwalificeerde meerderheid verder doorgevoerd, waardoor landen op sommige terreinen het vetorecht verloren, en werd er een concept geïntroduceerd voor 'hechtere samenwerking' voor lidstaten die dat wensen op beleidsterreinen waarin niet alle lidstaten samenwerken.
- Het Verdrag van Lissabon, getekend op 13 december 2007. De ratificatie van dit verdrag heeft plaatsgevonden in 2008 en 2009, trad op 1 december 2009 in werking. Na inwerkingtreding bestonden de EGKS en EG niet meer, deze hadden plaatsgemaakt voor de EU. Euratom bleef bestaan.

### Toetredingsverdragen
De oprichtende verdragen werden ook geamendeerd door verdragen met betrekking tot de toetreding van nieuwe lidstaten tot de Europese Unie:
- 1973: Toetredingsakten van Denemarken, Ierland, Noorwegen en het Verenigd Koninkrijk, getekend in Brussel op 22 januari 1972. (Noorwegen slaagde er niet in de toetreding te ratificeren, en sloot zich niet aan bij de EU.)
- 1981: Toetredingsakten van Griekenland, getekend in Athene op 28 mei 1979.
- 1986: Toetredingsakten van Spanje en Portugal, getekend in Madrid en Lissabon op 12 juni, 1985.
- 1995: Toetredingsakten van Oostenrijk, Zweden, Finland en Noorwegen, getekend op Korfu op 24 juni 1994. (Noorwegen slaagde er opnieuw niet in de toetreding te ratificeren.)
- 2004: Toetredingsakten van Cyprus, Tsjechië, Estland, Hongarije, Litouwen, Letland, Malta, Polen, Slovenië en Slowakije, getekend in Athene op 16 april 2003.

### Verdragen over het Europese budget
Ten slotte hebben ook twee budgetverdragen invloed gehad op de huidige geconsolideerde verdragen:
- Het Budgetverdrag van 1970, getekend in Luxemburg op 22 april 1970, gaf aan het Europees Parlement het laatste woord over wat bekendstaat als de "niet-verplichte uitgaven". Het trad in werking op 1 januari 1971.

- Het Budgetverdrag van 1975, getekend in Brussel op 22 juli 1975, gaf aan het Europees Parlement macht om het budget als geheel te verwerpen, en creëerde de Europese Rekenkamer. Het trad in werking op 1 juni 1977.

## Verlopen verdragen
Er is in de geschiedenis van de Europese Unie slechts een verdrag dat zijn rechtsgeldigheid heeft verloren door het verstrijken van de termijn van 50 jaar waarvoor het was gesloten:
- Het Verdrag van Parijs richtte de Europese Gemeenschap voor Kolen en Staal op. Het verdrag werd getekend op 18 april 1951, trad in werking op 23 juli 1952 en verliep op 23 juli 2002.

## Niet-geratificeerde verdragen
- Het Verdrag tot oprichting van de Europese Defensiegemeenschap, ondertekend op 27 mei 1952 in Parijs, dat door de afwijzing in het Franse parlement nooit in werking kon treden. Een Verdrag tot oprichting van de Europese Politieke Gemeenschap kwam, mede door het gebrek aan succes van de Europese defensiegemeenschap, niet verder dan de ontwerpfase.
- Het Verdrag tot vaststelling van een Grondwet voor Europa probeerde de bestaande verdragen samen te voegen, te simplificeren en te vervangen. Daarnaast voegde het nieuwe regelgeving toe. Het werd getekend op 29 oktober 2004 en was voorzien om in werking te treden op 1 november 2006, wanneer het geratificeerd was door alle lidstaten. Het werd echter afgekeurd door Frankrijk en Nederland in een referendum.

## Tijdlijn
|                          |                                        |                                                          |                                                          |                                                          |                                                          |                           |                           |                    |      |          |      |
| 1948                     | 1952                                   | 1958                                                     | 1967                                                     | 1987                                                     | 1993                                                     | 1993                      | 1999                      | 2002               | 2003 | 2009     | 2011 |
| Brussel                  | EGKS                                   | EEG / Euratom                                            | Fusieverdrag                                             | Europese Akte                                            | EU-Verdrag                                               | EU-Verdrag                | Amsterdam                 |                    | Nice | Lissabon |      |
|                          |                                        |                                                          | Europese Gemeenschap voor Kolen en Staal (EGKS)          |                                                          |                                                          |                           |                           |                    |      |          |      |
|                          |                                        | Europese Gemeenschap voor Atoomenergie (EURATOM)         |                                                          |                                                          |                                                          |                           |                           |                    |      |          |      |
|                          | Europese Economische Gemeenschap (EEG) | Europese Economische Gemeenschap (EEG)                   | → P Ĳ L E R S →                                          |                                                          | Europese Gemeenschap (EG)                                | Europese Gemeenschap (EG) | Europese Gemeenschap (EG) | Europese Unie (EU) |      |          |      |
|                          | ↑Europese Gemeenschappen↑              | ↑Europese Gemeenschappen↑                                | ↑Europese Gemeenschappen↑                                | Justitie & Binnenlandse Zaken (JBZ)                      | Europese Gemeenschap (EG)                                | Europese Gemeenschap (EG) | Europese Gemeenschap (EG) | Europese Unie (EU) |      |          |      |
|                          |                                        | Politiële & justitiële samenwerking in strafzaken (PJSS) | → P Ĳ L E R S →                                          |                                                          |                                                          |                           |                           | Europese Unie (EU) |      |          |      |
|                          | Europese politieke samenwerking (EPS)  | Gemeenschappelijk buitenlands & veiligheidsbeleid (GBVB) | Gemeenschappelijk buitenlands & veiligheidsbeleid (GBVB) | Gemeenschappelijk buitenlands & veiligheidsbeleid (GBVB) | Gemeenschappelijk buitenlands & veiligheidsbeleid (GBVB) |                           |                           | Europese Unie (EU) |      |          |      |
|                          | Europese politieke samenwerking (EPS)  |                                                          |                                                          |                                                          |                                                          |                           |                           | Europese Unie (EU) |      |          |      |
| West-Europese Unie (WEU) |                                        |                                                          |                                                          |                                                          |                                                          |                           |                           | Europese Unie (EU) |      |          |      |
|                          |                                        |                                                          |                                                          |                                                          |                                                          |                           |                           |                    |      |          |      |